# Proyecto Escudo Dorado
El Proyecto Escudo Dorado (en chino, 金盾工程; pinyin, jīndùn gōngchéng), también llamado Proyecto informativo de trabajo de seguridad pública nacional, es el proyecto de construcción fundamental de seguridad de red nacional de China realizado por el gobierno electrónico de la República Popular de China. Este proyecto incluye un sistema de información de gestión de seguridad, un sistema de información criminal, un sistema de información de administración de entrada y salida, un sistema de información de supervisor, un sistema de información de gestión de tráfico, entre otros.
El Proyecto Escudo Dorado es uno de los 12 proyectos "dorados" importantes. Los otros proyectos "dorados" son Golden Bridges (para información económica pública), Golden Customs (para comercios extranjeros), Golden Card (para monedas electrónicas), Golden Finance (para gestión financiera), Golden Agriculture (para información agrícola), Golden Taxation (para tributación), Golden Water (para información sobre conservación del agua) y Golden Quality (para supervisión de calidad).
El Proyecto Escudo Dorado también administra la Oficina de Información Pública y Supervisión de Seguridad de Redes, que es una oficina que se cree ampliamente, aunque no se afirma oficialmente, para operar un subproyecto llamado Gran Firewall de China (GFW) que es un proyecto de censura y vigilancia que bloquea los datos entrantes políticamente inconvenientes de países extranjeros. Es operado por el Ministerio de Seguridad Pública (MSP) del gobierno de China. Este subproyecto se inició en 1998 y comenzó a funcionar en noviembre de 2003. Al parecer, también se ha utilizado para atacar sitios web internacionales utilizando DDoS Man-on-the-side, por ejemplo GitHub el 28/03/2015.

## Historia
El trasfondo político e ideológico del Proyecto Escudo Dorado se considera uno de los dichos favoritos de Deng Xiaoping a principios de la década de 1980: "Si abres la ventana para tomar aire fresco, debes esperar que entren algunas moscas". El dicho está relacionado con un período de reforma económica en China que se conoció como la "economía socialista de mercado". Superando las ideologías políticas de la Revolución Cultural, la reforma llevó a China hacia una economía de mercado y abrió el mercado para los inversores extranjeros. Sin embargo, a pesar de la libertad económica, los valores y las ideas políticas del Partido Comunista de China han tenido que ser protegidos por "moscas aplastantes" de otras ideologías no deseadas.
Internet en China llegó en 1994, como la consecuencia inevitable y una herramienta de apoyo para la "economía socialista de mercado". A medida que la disponibilidad de Internet ha aumentado gradualmente, se ha convertido en una plataforma y herramienta de comunicación común para intercambiar información.
El Ministerio de Seguridad Pública tomó las medidas iniciales para controlar el uso de Internet en 1997, cuando emitió regulaciones integrales que rigen su uso. Las secciones clave, Artículos 4 – 6, son las siguientes:

Las personas tienen prohibido el uso de Internet para: dañar la seguridad nacional; revelar secretos de estado; o dañar los intereses del estado o la sociedad. Los usuarios tienen prohibido usar Internet para crear, replicar, recuperar o transmitir información que incite a la Constitución, las leyes o los reglamentos administrativos de la RPC; promueve el derrocamiento del gobierno o sistema socialista; socava la unificación nacional; distorsiona la verdad, difunde rumores o destruye el orden social; o proporciona material sexualmente sugerente o alienta el juego, la violencia o el asesinato. Se prohíbe a los usuarios participar en actividades que perjudiquen la seguridad de las redes de información informática y usar redes o cambiar los recursos de la red sin aprobación previa.

En 1998, el Partido Comunista de China temía que el Partido de la Democracia de China (PDC) creara una nueva y poderosa red que las élites del partido no podrían controlar. El PDC fue inmediatamente prohibido, seguido de arrestos y encarcelamiento. Ese mismo año, se inició el proyecto Escudo dorado. La primera parte del proyecto duró ocho años y se completó en 2006. La segunda parte comenzó en 2006 y terminó en 2008. El 6 de diciembre de 2002, 300 personas a cargo del proyecto Escudo dorado de 31 provincias y ciudades de toda China participaron en una "Exposición integral sobre el sistema de información chino" inaugural de cuatro días. En la exhibición, se compraron muchos productos occidentales de alta tecnología, incluyendo seguridad en Internet, vídeo vigilancia y reconocimiento facial humanos. Se estima que alrededor de 30.000-50.000 policías están empleados en este gigantesco proyecto.
Un subsistema del Escudo Dorado ha sido apodado "el Gran Cortafuegos" (防火 长城) (un término que apareció por primera vez en un artículo de la revista Wired en 1997) en referencia a su papel como firewall de red y a la antigua Gran Muralla de China. Esta parte del proyecto incluye la capacidad de bloquear contenido al evitar que se enruten las direcciones IP y consiste en firewalls estándar y servidores proxy en las seis puertas de enlace de Internet. El sistema también participa selectivamente en el envenenamiento de la caché de DNS cuando se solicitan sitios particulares. El gobierno no parece estar examinando sistemáticamente el contenido de Internet, ya que esto parece ser técnicamente poco práctico. Debido a su desconexión del mundo más amplio de los protocolos de enrutamiento IP, la red contenida dentro del Gran Firewall ha sido descrita como "el dominio de enrutamiento autónomo chino".
Durante los Juegos Olímpicos de verano de 2008, las autoridades chinas les dijeron a los proveedores de Internet que se prepararan para desbloquear el acceso desde ciertos cafés de Internet, tomas de acceso en habitaciones de hotel y centros de conferencias donde se esperaba que los extranjeros trabajaran o se quedaran.

## Acciones y propósito
El Proyecto Escudo Dorado contiene un sistema integrado de múltiples capas, que involucra técnicos, administrativos, seguridad pública, seguridad nacional, publicidad y muchos otros departamentos. Este proyecto planeaba terminar dentro de cinco años, dividido en dos fases.

### Fase I
La primera fase del proyecto se centró en la construcción de la red de comunicación de información, base de datos, plataforma compartida, etc. de primer nivel, segundo nivel y tercer nivel. El período fue de tres años.
Según la Agencia de Noticias Xinhua, desde septiembre de 2003, el departamento de Seguridad Pública de China ha registrado el 96% de la información de la población de China continental en la base de datos. En otras palabras, la información de 1.250 billones de cada 1.300 billones de personas se ha registrado en la base de datos de información del departamento de Seguridad Pública de China. En tres años, el proyecto de la fase I ha finalizado la red troncal y la red de acceso de primer nivel, segundo nivel y tercer nivel. Esta red ha cubierto los órganos de seguridad pública en todos los niveles. Los equipos de base de los órganos de seguridad pública han accedido a la red troncal con una tasa de cobertura del 90%, es decir, cada 100 oficiales de policía tienen 40 computadoras conectadas a la red del proyecto de la fase I. El Ministerio de Seguridad Pública de la República Popular de China dijo que el proyecto de la fase I había mejorado significativamente la efectividad del combate de la seguridad pública.
Los miembros que participaron en el proyecto de la fase I incluyen la Universidad de Tsinghua de China y algunas empresas de alta tecnología de los Estados Unidos de América, el Reino Unido, Israel, etc. Cisco Systems de los Estados Unidos de América ha proporcionado dispositivos de hardware masivos para este proyecto y, por lo tanto, fue criticado por algunos miembros del Congreso de los Estados Unidos.
Según la Televisión Central de China, la fase I costó 6.400 millones de yuanes . El 6 de diciembre de 2002, asistieron a la "Exposición de información sobre grandes instituciones de China 2002", 300 líderes del Ministerio de Seguridad Pública de la República Popular de China y de otras oficinas de seguridad pública de 31 provincias o municipios. Había muchos productos occidentales de alta tecnología, incluida la seguridad de la red, la videovigilancia y el reconocimiento facial. Se estimó que unos 30000 policías han sido empleados para mantener el sistema. Había un sistema de niveles múltiples para rastrear a los internautas que violaban las disposiciones. Los internautas que quieran usar Internet en un cibercafé deben mostrar sus tarjetas de identidad de residente. Si ocurriera algún evento de violación, el propietario del cibercafé puede enviar la información personal a la policía a través de Internet. Se llama un sistema de automatización de seguridad pública, pero en realidad es un sistema integrado, de varias capas, de bloqueo y monitoreo de Internet, que involucra la técnica, administración, seguridad pública, seguridad nacional, publicidad, etc. Las características se conocen como: legible, escuchable y pensable.

### Fase II
El proyecto de la fase II comenzó en 2006. La tarea principal era mejorar la construcción de la terminal y el sistema de aplicación comercial de seguridad pública, tratando de informatizar el trabajo de seguridad pública. El período fue de dos años.
Basado en el proyecto de la fase I, el proyecto de la fase II amplió los tipos de aplicaciones de información del negocio de seguridad pública e informaron más información de seguridad pública. Los puntos clave de este proyecto incluyeron la construcción del sistema de aplicación, la integración del sistema, la expansión del centro de información y la construcción de información en las provincias centrales y occidentales. El sistema de planeaba fortalecer la integración, compartir y analizar información. Mejoraría enormemente la información para el soporte de trabajo de seguridad pública.

## Contenido censurado
Los programas de censura de Internet en China continental han censurado sitios web que incluyen (entre otras cosas): 
- Sitios web pertenecientes a grupos "prohibidos" o suprimidos, como activistas prodemocráticos y Falun Gong.
- Fuentes de noticias que a menudo cubren temas que se consideran difamatorios contra China, como la brutalidad policial, las protestas de la Plaza Tiananmen de 1989, la libertad de expresión, los sitios de democracia.[33] Estos sitios incluyen Voice of America y la edición china de BBC News.
- Sitios relacionados con el gobierno taiwanés, los medios de comunicación u otras organizaciones, incluidos sitios dedicados al contenido religioso y los sitios web o blogs más grandes de la comunidad taiwanesa.
- Sitios web que contienen todo lo que las autoridades chinas consideran obscenidad o pornografía.
- Sitios web relacionados con actividades delictivas.
- Sitios vinculados con el Dalai Lama, sus enseñanzas o el Movimiento Internacional de Independencia del Tíbet.
- La mayoría de los sitios de blogs experimentan interrupciones frecuentes o permanentes.
- Sitios web considerados como subversivos.

Los sitios web bloqueados están indexados en menor grado, si es que lo hacen, algunos motores de búsqueda chinos. Esto a veces tiene un impacto considerable en los resultados de búsqueda.
Según The New York Times, Google ha establecido sistemas informáticos dentro de China que intentan acceder a sitios web fuera del país. Si un sitio es inaccesible, se agrega a la lista negra de Google China. Sin embargo, una vez desbloqueados, los sitios web serán reindexados. Refiriéndose a la experiencia de primera mano de Google del gran firewall, hay cierta esperanza en la comunidad internacional de que revelará algunos de sus secretos. Simon Davies, fundador del grupo de presión Privacy International con sede en Londres, ahora desafía a Google a revelar la tecnología que alguna vez utilizó a instancias de China. "De esa manera, podemos entender la naturaleza de la bestia y, tal vez, desarrollar medidas de elusión para que pueda haber una apertura de las comunicaciones". "Eso sería un dossier de extraordinaria importancia para los derechos humanos", dice Davies. Google aún no ha respondido a su llamada.

## Omitiendo
Debido a que el Gran Firewall bloquea las direcciones IP de destino y los nombres de dominio e inspecciona los datos que se envían o reciben, una estrategia básica de elusión de censura es usar nodos proxy y cifrar los datos. La mayoría de las herramientas de elusión combinan estos dos mecanismos.
- Se pueden usar servidores proxy fuera de China, aunque usar solo un proxy abierto simple (HTTP o SOCKS) sin usar también un túnel encriptado (como HTTPS) hace poco para eludir los censores sofisticados.[37]
- Las empresas pueden establecer sitios web regionales en China. Esto evita que su contenido atraviese el Gran Cortafuegos de China; sin embargo, requiere que las compañías soliciten licencias de ICP locales.
- Se puede utilizar el enrutamiento de cebolla y el enrutamieto de ajo, como I2P o Tor.[37]
- Freegate, Ultrasurf y Psiphon son programas gratuitos que eluden el cortafuegos de China utilizando múltiples servidores proxy abiertos, pero aún se comportan como si el usuario estuviera en China.[37]
- Las VPN (red privada virtual) y SSH (shell seguro) son las herramientas potentes y estables para evitar las tecnologías de vigilancia. Utilizan los mismos enfoques básicos, servidores proxy y canales encriptados, utilizados por otras herramientas de elusión, pero dependen de un servidor privado, un servidor virtual o una cuenta fuera de China, en lugar de servidores abiertos gratuitos.[37]
- Interfaz abierta de programación de aplicaciones (API) utilizada por Twitter que permite publicar y recuperar tuits en sitios distintos de Twitter. "La idea es que los programadores de otras partes accedan a Twitter y ofrezcan feeds en sus propias URL, que el gobierno tiene que perseguir uno por uno". dice Jonathan Zittrain, codirector del Centro Berkman Klein para Internet y Sociedad de Harvard.[38]
- Reconfiguración en los puntos finales de comunicación, cifrado, descarte de los paquetes de reinicio de acuerdo con el valor TTL (tiempo de vida) al distinguir los reinicios generados por el cortafuegos y los realizados por el usuario final, sin enrutar ningún paquete adicional a sitios que hayan provocado un comportamiento de bloqueo.[39]

## Tecnología de exportación
Reporteros sin Fronteras sospecha que países como Cuba, Vietnam, Zimbabue y Bielorrusia han obtenido tecnología de vigilancia de China, aunque las censuras en estos países no son mucho en comparación con China.

## Diferencias del Gran Cortafuegos
El Proyecto Escudo Dorado es distinto del Gran Firewall (GFW), que tiene una misión diferente. Las diferencias se enumeran a continuación:
1. El GFW es una herramienta para el sistema de propaganda, mientras que el Proyecto Escudo Dorado es una herramienta para el sistema de seguridad pública.
2. Los requisitos originales del GFW son de la Oficina 610, mientras que los requisitos originales del Proyecto Escudo dorado son del departamento de seguridad pública.
3. El GFW es una puerta de entrada nacional para filtrar sitios web extranjeros, mientras que el Proyecto Escudo Dorado es para monitorear el internet doméstico.

Técnicamente,
1. El GFW está conectado a los tres centros nacionales de intercambio de Internet, y luego se extendió a algunos de los ISP para implementar el efecto de bloqueo, mientras que el Proyecto Escudo Dorado se ubica en la mayoría de los centros de intercambio y centros de datos.
2. El GFW es muy poderoso en la investigación científica, incluidos muchos científicos de seguridad de la información, como personas del Instituto de Tecnología de Harbin, la Academia de Ciencias de China y la Universidad de Correos y Telecomunicaciones de Beijing, mientras que el Proyecto Escudo Dorado es menos poderoso en la investigación científica.
3. El GFW está construido por Fang Binxing, mientras que el Proyecto Escudo Dorado está construido por Shen Changxiang.[41]